# Georges Méliès
Pour les articles homonymes, voir Méliès.
Georges Méliès est un réalisateur et illusionniste français, né le 8 décembre 1861 à Paris et mort le 21 janvier 1938 dans la même ville.
Ayant choisi la prestidigitation comme profession, il profite d'une donation de son père, industriel de la chaussure, pour devenir propriétaire et directeur en 1888 du théâtre Robert-Houdin, en sommeil depuis la mort du célèbre illusionniste.
Le 28 décembre 1895, il découvre avec émerveillement les images photographiques animées lors de la première représentation publique à Paris du Cinématographe par les frères Lumière et propose même de racheter le brevet de la machine. Un refus poli mais narquois le pousse à se tourner vers un ami londonien, le premier réalisateur britannique, Robert W. Paul, qui lui fournit un mécanisme intermittent avec lequel il tourne son premier film en 1896, Une partie de cartes, réplique du même sujet réalisé par Louis Lumière.
La même année, avec l’Escamotage d'une dame au théâtre Robert-Houdin, il utilise pour la première fois en Europe le principe de l'arrêt de caméra, découverte américaine, qui lui assure un franc succès dans son théâtre où il mélange spectacles vivants et projections sur grand écran. Il fait alors de ses tableaux, ainsi qu'il appelle ses films, un nouveau monde illusoire et féerique, mettant à profit les dons de dessinateur et peintre que chacun a pu remarquer dans son adolescence.
Georges Méliès est considéré comme l'un des principaux créateurs des premiers trucages du cinéma, entre autres les surimpressions, les fondus, les grossissements et rapetissements de personnages. Il a également été le premier cinéaste à utiliser des storyboard. Il a fait construire le premier studio de cinéma créé en France dans la propriété de Montreuil dont son père l'avait également doté. Par son film sur l'affaire Dreyfus, il est aussi considéré comme le premier réalisateur d'un film politique dans l'histoire du cinéma.

## Biographie

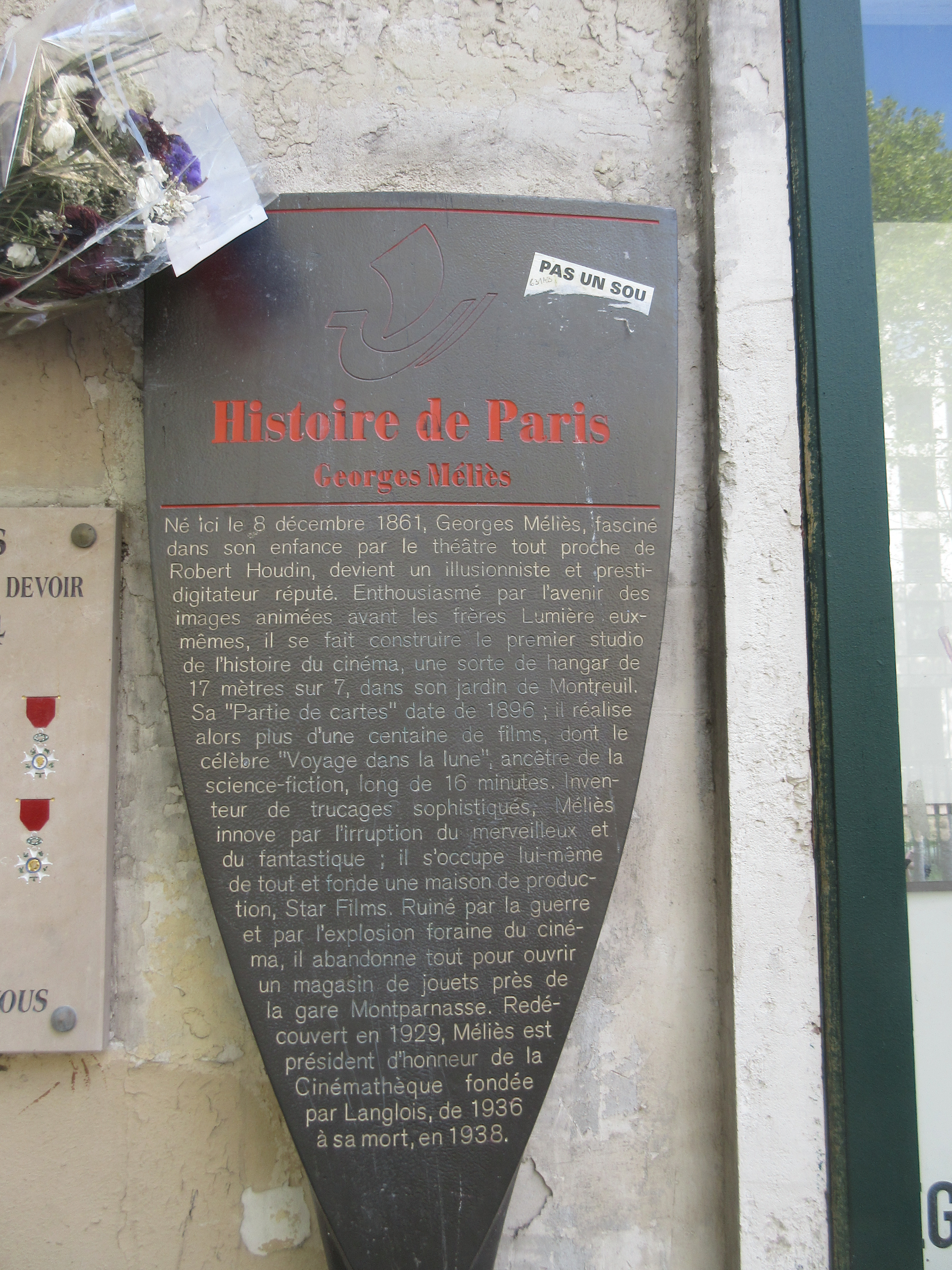
Panneau Histoire de Paris
« Georges Méliès ».

### Jeunesse
Marie-Georges-Jean Méliès naît à Paris au 47 boulevard Saint-Martin (devenu depuis le no 29) dans le 3e arrondissement (acte de naissance no 2517 du 8 décembre 1861), dans une famille de fabricants de chaussures de luxe, fils de Jean-Louis Stanislas Méliès (1815-1898), originaire de Lavelanet et de Catherine Johanna Schveringh (1819-1899), née d'une mère languedocienne et d'un père néerlandais qui fut le bottier de la reine Hortense, la femme de Louis Bonaparte, roi de Hollande. Jean-Louis et Catherine se marient à l'église Saint-Eustache de Paris, le 20 juillet 1843.
De cette union naquirent quatre garçons. Georges Méliès était le benjamin de la fratrie constituée également de : Henri (né en 1844 et mort en 1929), Eugène Louis (né en 1849 et mort en 1851) et Gaston (né en 1852 et mort en 1915 en Corse),.
Georges Méliès suit des études au lycée Michelet de Vanves, puis au lycée Louis-le-Grand en compagnie de Maurice Donnay. En 1881, il fait son service militaire à Blois, la patrie du prestidigitateur Robert-Houdin. Certains auteurs parlent de ses visites à Saint-Gervais-la-Forêt près de Blois, dans la propriété « Le Prieuré » de Robert-Houdin, sans que ces visites soient attestées.
Alors qu’il veut devenir peintre, il travaille un temps dans l'entreprise de son père (il y apprend notamment le métier de mécanicien, qui lui sera très utile par la suite dans sa carrière), qui l'envoie à Londres en Angleterre en 1883 pour y perfectionner son anglais chez un de ses amis, propriétaire d'un grand magasin londonien de confection : il y est vendeur au rayon des fournitures pour corsets et en profite pour apprendre la prestidigitation, notamment à l’Egyptian Hall dirigé par John Nevil Maskelyne, où se produit le célèbre illusionniste David Devant qui l'initie à son art, Méliès lui réalisant des décors en échange.

### Débuts dans la prestidigitation
De retour à Paris, il épouse, le matin du 25 juin 1885 à la mairie du 11e arrondissement, Eugénie Genin, amie de la famille de sa mère, pianiste accomplie, fille adultérine d'un négociant en chaussure néerlandais et de sa gouvernante native de Grenoble. La jeune fille, âgée de 17 ans et 10 mois, devenue orpheline à la suite du décès de son père survenu la même année, lui apporte une belle dot. L'office religieux se déroule l'après-midi même à l'église de Choisy-le-Roi,.
Le jeune époux présente quelques numéros de magie dans des brasseries, à la galerie Vivienne, et au cabinet fantastique du musée Grévin, tout en étant journaliste et caricaturiste sous le pseudonyme « Géo Smile ». Il collabore en particulier au journal satirique et antiboulangiste La Griffe, dont son cousin Adolphe Méliès est le rédacteur en chef. Il vend ses parts dans l'entreprise familiale à l'un de ses frères pour 500 000 francs afin de racheter, en 1888, au 8, boulevard des Italiens le théâtre Robert-Houdin à la veuve d'Émile Robert-Houdin, théâtre dont il devient directeur. Pour 47 000 francs il rachète le matériel des Soirées Fantastiques, dont une dizaine d'automates construits par Robert-Houdin. Il crée des spectacles de prestidigitation et de « grandes illusions » qu'il présente avec plusieurs magiciens (Duperrey, Raynaly, Harmington, Jacobs, Okita, Henry's, Arnould, Carmelli, Foletto, Albany (Coussinet), D'Alvarès, Legris, Maurier), et ses fidèles opérateurs de scène : Marius et Jehanne d'Alcy. Ses spectacles, qui s'achèvent par la projection de photographies peintes sur verre, connaissent rapidement le succès grâce à son esprit inventif, son sens de la poésie et de l'esthétique. Sa collection d'automates, aux gestes plus vrais que nature, contribue à ce succès. En 1891, il crée l'Académie de Prestidigitation, qui devient en 1893 le Syndicat des Illusionnistes de France, puis en 1904, la Chambre syndicale de la prestidigitation. Il contribue ainsi à donner un statut aux magiciens ambulants que la police assimilait à des romanichels. Il en est le président pendant une trentaine d'années.

### Découverte du cinéma
Invité à une répétition privée de la première projection publique du Cinématographe des frères Lumière la veille du 28 décembre 1895, au Salon indien du Grand Café de l'hôtel Scribe, 14 boulevard des Capucines à Paris, Georges Méliès comprend tout de suite ce qu'il peut faire avec une telle machine et propose d'acheter les brevets des frères Lumière. Leur père, Antoine Lumière, ou l'un des frères, selon les versions et des souvenirs lointains recueillis le plus souvent auprès de vieillards, l'un des trois en tout cas tente de l'en dissuader : « Remerciez-moi, je vous évite la ruine, car cet appareil, simple curiosité scientifique, n'a aucun avenir commercial ! ». Cet avis pessimiste sur l'avenir du cinéma est néanmoins corroboré par les souvenirs plus proches de l'un des opérateurs Lumière, Félix Mesguich, qui raconte comment Louis Lumière lui présente son embauche en 1896 « Je ne vous offre pas un emploi d’avenir, mais plutôt un travail de forain. Ça durera un an ou deux, peut-être plus, peut-être moins. Le cinéma n’a aucun avenir commercial ».

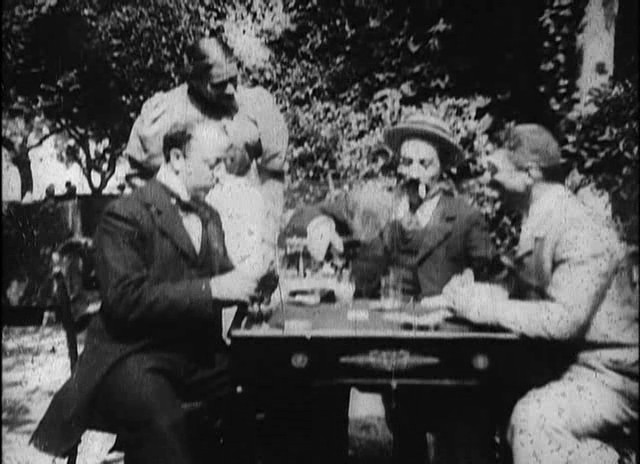
Une partie de cartes, premier film de Méliès, sur le modèle de Louis Lumière.

En repoussant l'offre de Georges Méliès, les frères Lumière veulent-ils simplement écarter un concurrent potentiel ? Pour leur part, ils vont envoyer des opérateurs dans toutes les parties du monde pour en rapporter des « vues photographiques animées », ainsi que Louis Lumière nomme ses films. Mais Georges Méliès est têtu : il achète le procédé de l'Isolatographe des frères Isola et le projecteur Theatograph commercialisé à Londres par son ami, l'opticien et premier réalisateur de films britannique, Robert William Paul. Il fonde sa propre société de production, la Star Film — sans imaginer l'impact universel que ces mots allaient provoquer — et, dès le 5 avril 1896, il projette dans son théâtre des films inspirés — et même tout simplement copiés, car c'est la coutume à l'époque — de ceux de Louis Lumière (scènes de villes et de champs).

### Films de fiction

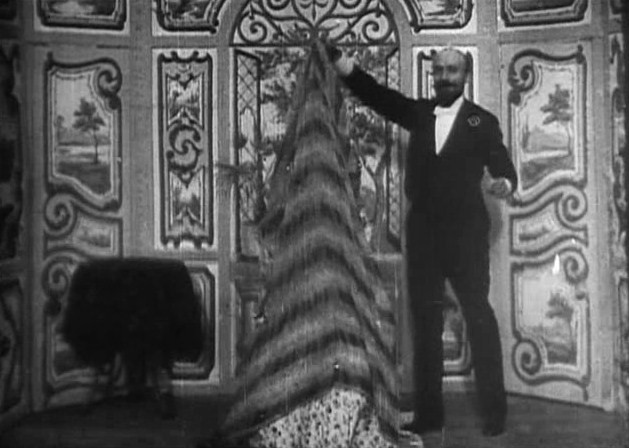
Escamotage d'une dame au théâtre Robert-Houdin (1896).

Afin de renouveler l'intérêt de son public, Méliès a l'idée de tourner non plus des scènes de la vie quotidienne, mais de courtes fictions, ainsi que les frères Lumière l'ont déjà fait avec leur Arroseur arrosé. Un incident de prise de vues lui aurait fourni une idée nouvelle : alors qu'il filme un omnibus, la manivelle de sa machine se bloque. Le temps de réussir à la faire redémarrer, quelques instants se sont écoulés. Méliès visionne les résultats : l'omnibus se transforme subitement en corbillard. Anecdote véritable, ou belle histoire enjolivée d'un spécialiste du récit merveilleux ? Des collages « étaient toujours pratiqués dans le cas d’une substitution dite « par arrêt de caméra ». Il paraît donc exclu que l’effet ait pu être découvert à la projection de la bande qu'il aurait enregistré par hasard ! ».
En réalité, le même effet avait été obtenu auparavant, en 1895, par une équipe de Thomas Edison pour une décapitation dans L'Exécution de Marie, reine des Écossais. Les films Edison étant largement diffusés au Royaume-Uni et en France, il est tout à fait possible que Méliès ait pu voir ce film et en comprendre le principe technique.
Georges Méliès décide dès lors d'exploiter le « cinéma dans sa voie théâtrale spectaculaire », et de faire de ce trucage, l'arrêt de caméra, son fonds de commerce et sa source principale d'inspiration, bientôt imité par beaucoup de cinéastes européens et américains. La première utilisation qu'il fait de ce procédé s'intitule Escamotage d'une dame au théâtre Robert-Houdin, et date de 1896.

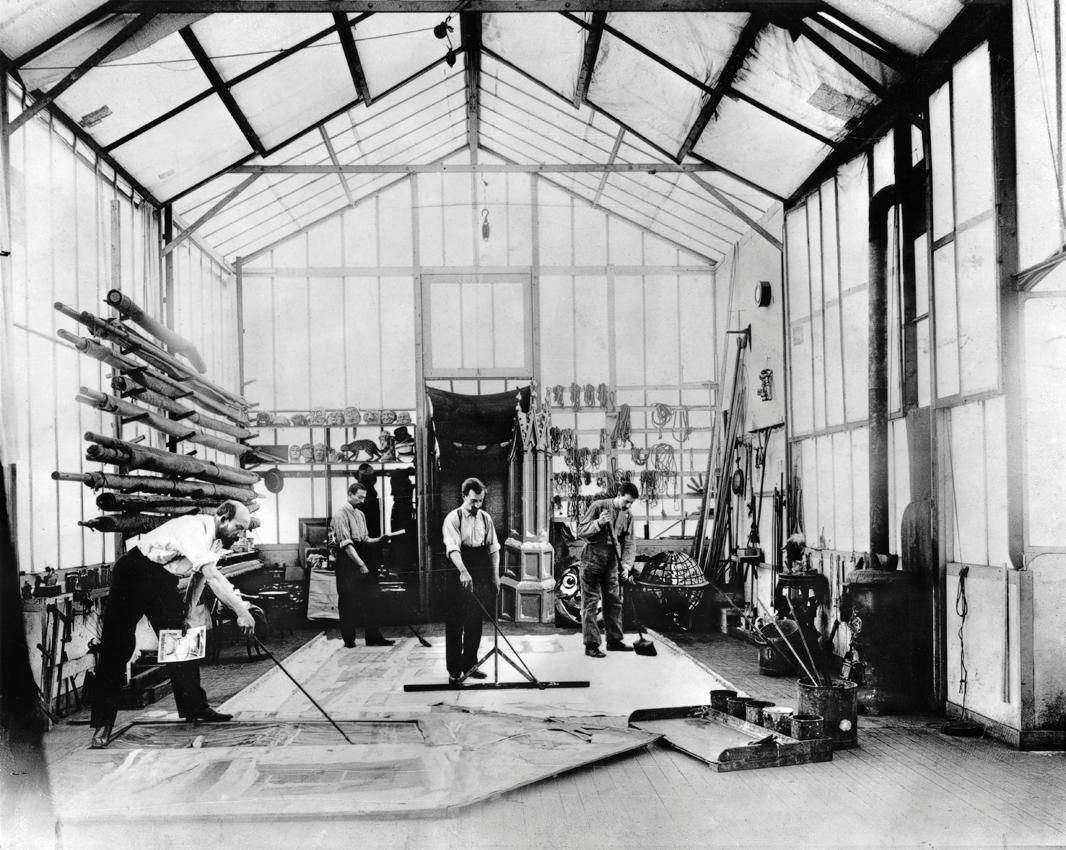
Le premier studio de cinéma en France, à Montreuil.

Le 4 septembre 1896, il fait dépôt d'un brevet avec comme associés Lucien Korsten et Lucien Reulos d'un appareil destiné à prendre et projeter les images animées, en partenariat avec la société Matray Litzelman et Cie (31 boulevard Henri-IV, Paris). 
En 1897, il crée dans sa propriété de Montreuil, au 1 rue François-Debergue, le premier studio de cinéma en France, un studio de 17 × 66 mètres, sa toiture vitrée à 6 mètres du sol dominant la scène, la fosse et la machinerie théâtrale,. Il y filme les acteurs devant des décors peints, inspirés par les spectacles de magie de son théâtre, ce qui lui vaut le surnom de « mage de Montreuil ». Les acteurs sont aussi bien des amateurs recrutés dans la rue, des artistes de music-hall, des danseuses du Châtelet ou des Folies Bergère, que des membres de son entourage. Il joue lui-même souvent dans ses films. Méliès filme également, faute de pouvoir aller sur place, des « actualités reconstituées » en studio. Son chef-d'œuvre étant le Sacre du roi Édouard VII, film qui sera présenté à la cour du Royaume-Uni en 1902. Il développe aussi un atelier de coloriage manuel de ses films, procédé largement inspiré de ce qui se fait déjà pour la colorisation de photos en noir et blanc. Il se fait ainsi tour à tour producteur, réalisateur, scénariste, décorateur, machiniste et acteur.

### Procédé de colorisation
Le contenu féerique ou fantastique d'une grande partie des films de Georges Méliès a contribué à donner à la couleur une place importante dans l'œuvre du maître. Bien que partisan des décors en camaïeux de noir et de blanc, qu'il exécute lui-même en exploitant ses talents de dessinateur, Georges Méliès conçoit ses films autour du procédé de colorisation qui naît très tôt au cinéma, notamment en 1894 avec les films produits par Thomas Edison, Danse du papillon et Danse serpentine. Sa mise en scène prévoit ces effets en amont du tournage. Le procédé est long et minutieux, il se fait directement sur la pellicule noir et blanc, sur des copies du négatif original, d'abord photogramme par photogramme à raison de 16 à 18 images par seconde. Pour satisfaire à la demande toujours grandissante d'achat de copies colorisées, le procédé est ensuite industrialisé et mécanisé par le biais de pochoirs que l'on utilise déjà en photographie (cartes postales, réclamant cependant un nombre important de « petites mains »). C'est dans un atelier extérieur au studio de Méliès que sont colorisés les films de sa société Star Film, sous la direction de Mme Thuillier. Dans une entrevue donnée à François Mazeline pour le journal L’ami du peuple (du soir), Élisabeth Thuillier (en) parle de son travail : « J’ai colorié tous les films de M. Méliès. Ce coloriage était entièrement fait à la main. J’occupais deux cent vingt ouvrières dans mon atelier. Je passais mes nuits à sélectionner et échantillonner les couleurs. Pendant le jour, les ouvrières posaient la couleur, suivant mes instructions. Chaque ouvrière spécialisée ne posait qu’une couleur. Celles-ci, souvent, dépassaient le nombre de vingt ».

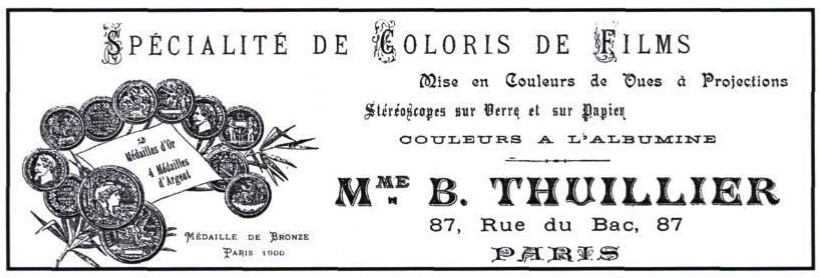
Les ateliers d’Élisabeth Thuillier.

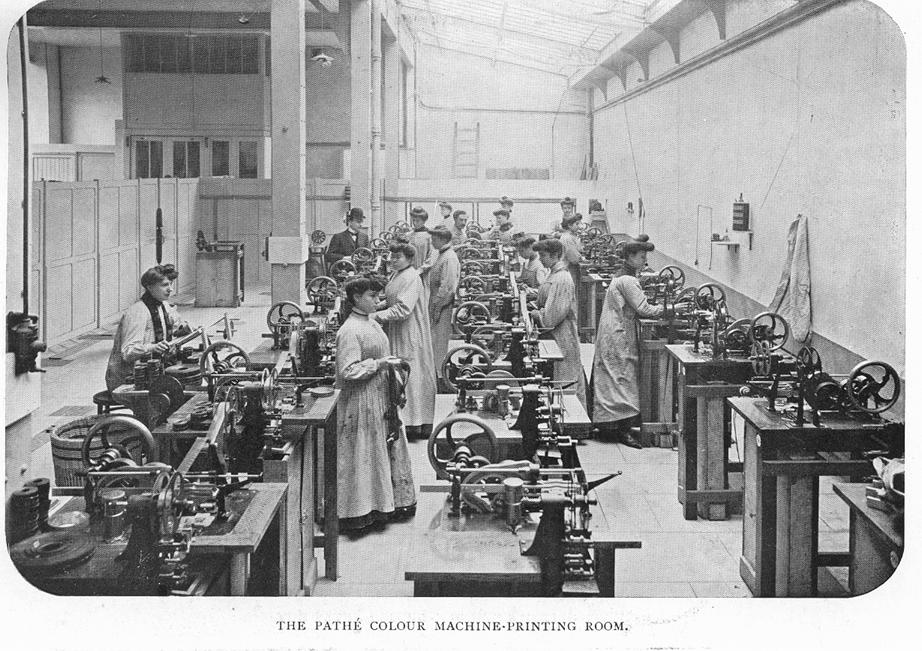
Coloristes et leurs pochoirs automatiques du Laboratoire Pathé à Paris.

La substance était de la couleur à l'aniline, dissoute dans de l’eau et dans l’alcool avant d’être appliquée. À l'époque, le procédé de colorisation sur pellicule était également employé par les entreprises de Léon Gaumont et des frères Pathé où des ouvrières qualifiées effectuaient le travail.

### Problèmes de contrefaçons

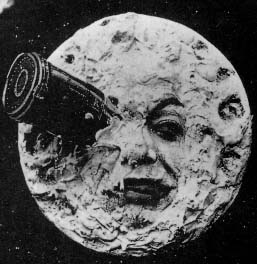
Le Voyage dans la Lune (1902).

De 1896 à 1914, Georges Méliès réalise près de six cents « Voyages à travers l'impossible », autant de petits films enchanteurs, mystérieux, naïfs, à la beauté poétique, aujourd'hui parfois surannée. Films d'une durée d'une à quelques minutes, projetés dans des foires et vus comme une simple évolution de la lanterne magique. Son premier film important, L'Affaire Dreyfus (1899)— peut-être le premier film politique jamais réalisé, —, est une reconstitution de 10 minutes qui témoigne de son intérêt pour le réalisme politique. Son Voyage dans la Lune (1902), chef-d'œuvre d'illusions photographiques et d'innovations techniques, d'une longueur exceptionnelle de 16 minutes, remporte un franc succès au point d'être recherché pour une diffusion aux États-Unis. L'historien américain Charles Musser affirme : « Le cinéaste majeur des toutes premières années du nouveau siècle (ndlr : XXe siècle) est sans conteste le Parisien Georges Méliès, dont les films ont tous été piratés par les plus grandes sociétés de production américaines ». L'installation de son frère Gaston à New York dès 1903, ouvrant une succursale de la Star Film, destinée à organiser et contrôler la diffusion, fait apparaître que le piratage, non seulement des films de Méliès, mais aussi de ceux de ses amis anglais, est généralisé à tous les niveaux. Toujours selon Musser, la Biograph Company, l'une des plus puissantes sociétés de production de New York, a acheté et payé à Méliès tout un lot de copies de la Star Film, mais elle en a aussitôt tiré des duplicatas hors contrat, qu'elle a revendus à son profit. L'Edison Manufacturing Company, elle, a acheté des copies dont elle a négligé de contrôler l'origine, mais qui s'avèrent être toutes des copies piratées. Gaston fait paraître un avis dans la presse américaine, un texte signé Georges Méliès : « Nous sommes prêts et déterminés à poursuivre énergiquement tout contrefacteur ou pirate. Nous ne préviendrons pas, nous agirons sans délai ».
Mais de son côté, Edison, depuis déjà plusieurs années, mène des actions judiciaires contre les encore plus nombreux contrefacteurs à la fois de ses propres films, et de ses inventions. Son appareil de visionnement, le Kinétoscope, a été piraté dans le monde entier, Edison n'ayant breveté l'appareil que sur le territoire américain, ce qu'il se reprochera amèrement plus tard. En revanche, il a protégé par des brevets internationaux le type de perforations rectangulaires, à raison de deux jeux de quatre perforations (sprockets en anglais) par photogramme, qui constituent à quelques détails près le film 35 mm tel que nous le connaissons encore aujourd'hui. L'historien français Georges Sadoul note que « Edison fit accomplir au cinéma une étape décisive en créant le film moderne de 35 mm, à quatre paires de perforations par image ». Les frères Lumière, en industriels avisés, pour éviter la contrefaçon, ont doté leur pellicule d'une seule paire de perforations rondes par photogramme, configuration totalement différente de la pellicule Edison, ainsi que l'on peut le constater sur le site de l'Institut Lumière.

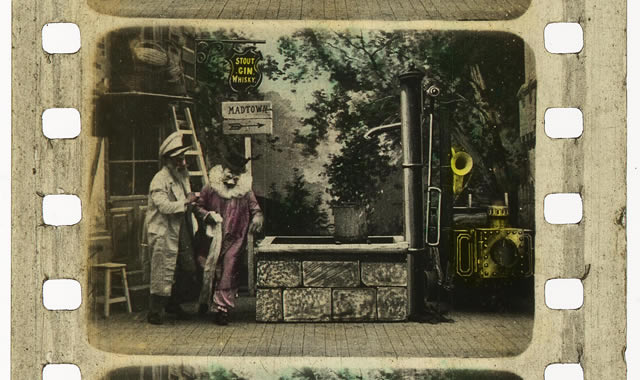
Georges Méliès perfore lui-même ses films avant tournage, en contrefaisant les perforations rectangulaires aux brevets déposés par Edison.

Or, Georges Méliès, lui, n'a guère le sens du commerce, selon son aveu même : « En ce qui me concerne, ne croyez pas que je me considère rabaissé en m'entendant traité dédaigneusement d'artiste, car si vous, commerçants (et rien d'autres, donc incapables de produire des vues de composition), vous n'aviez pas des artistes pour les faire, je me demande ce que vous pourriez vendre », il commet l'imprudence de perforer ses films selon le standard Edison. Il agit ainsi car les films piratés de l'Edison Manufacturing Company, qui accompagnent le piratage des kinétoscopes en Europe, sont bien entendu piratés selon ce standard ; Méliès souhaite que ses propres films puissent être vus sur les kinétoscopes de contrebande. Ce faisant, il commet une contrefaçon délictueuse. Son bureau de New York l'ayant mis à portée d'Edison, celui-ci comprend qu'il peut espérer compenser son préjudice financier global au détriment du seul Européen facile à poursuivre : Georges Méliès et sa filiale américaine. Commence alors une interminable suite de procès, procès qu'Edison mène aussi contre un nouvel arrivant français : Pathé. Les parties adverses préfèrent finalement passer un accord qui met fin aux poursuites en stipulant que les copies contrefaites seront exploitées par Edison en compensation de son préjudice financier. C'est ainsi qu'Edison obtient l'exploitation de plusieurs centaines de copies du Voyage dans la lune, un manque à gagner important pour la Star Film.

### Problèmes financiers et Première Guerre mondiale

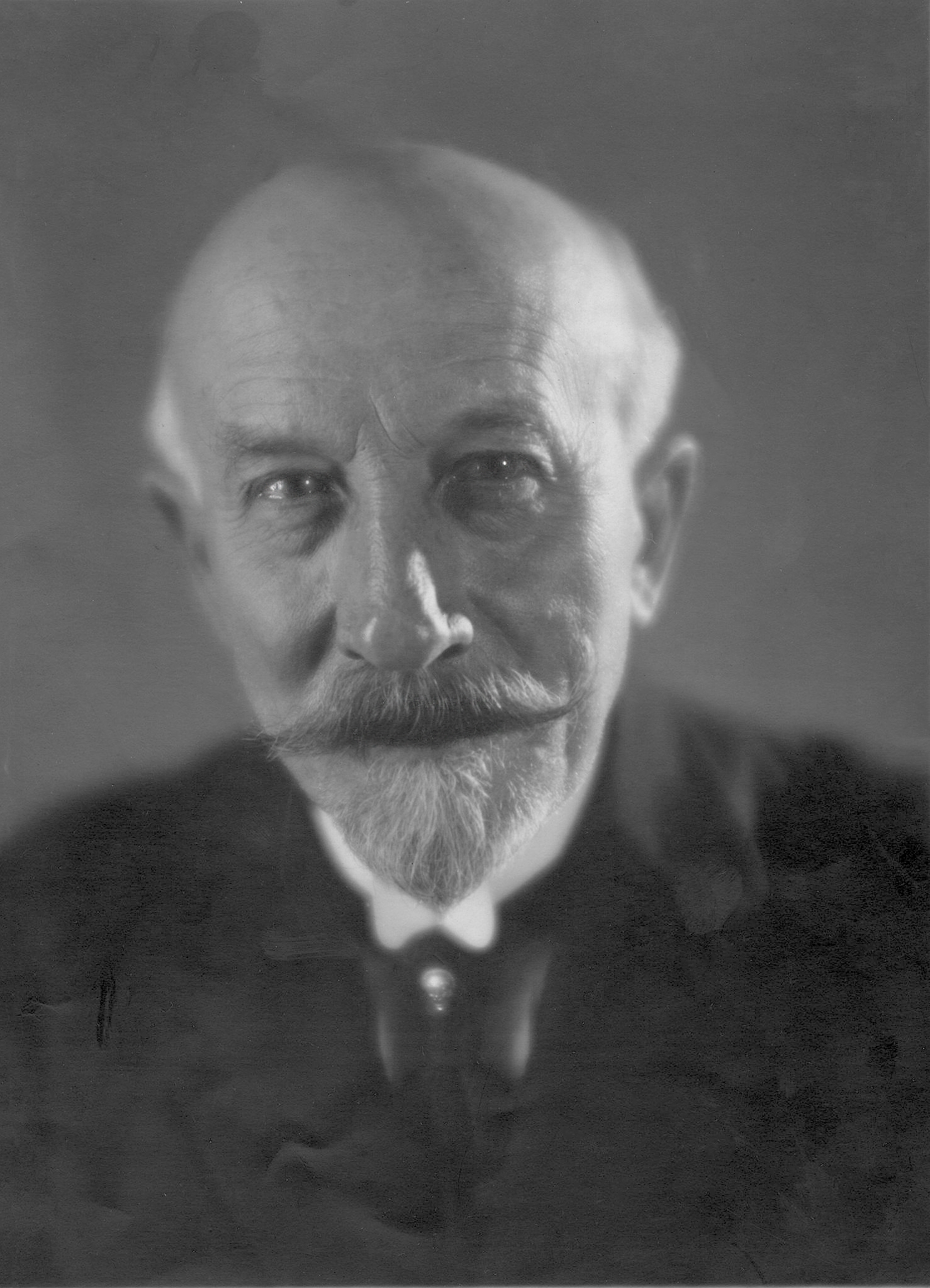
Georges Méliès en 1930.

Georges Méliès ne parvient cependant pas à rivaliser avec les sociétés à production élevée, ce qui lui fait dire avec amertume : « Laissons les profits au capitaliste acheteur et marchand soit, mais laissons au réalisateur sa gloire, ce n'est pas trop demander, en bonne justice ». En 1911, Pathé devient le distributeur exclusif de la Star Film et prend progressivement le contrôle éditorial sur les films. Voici comment sa petite fille, Madeleine Malthête-Méliès, relate en 1961 cette période : « Méliès cessa toute activité cinématographique en 1913. C'est en mai de cette même année qu'il perdit sa femme et resta seul avec ses deux enfants, Georgette, née en 1888, dont je suis la fille, et André, né en 1901. Il ne pouvait disposer de ses fonds comme il le voulait à cause de son fils mineur dans la succession. Il se trouvait donc dans une situation financière extrêmement embrouillée lorsque la guerre de 1914 éclata. Le théâtre Robert-Houdin qui était devenu un cinéma avec séance de prestidigitation le dimanche seulement fut fermé dès le début des hostilités par ordre de la police. »
De 1915 à 1923, Méliès monte, avec l'aide de sa famille, de nombreux spectacles dans l'un de ses deux studios cinématographiques, transformé pour l'occasion en théâtre. En 1923, poursuivi par un créancier, il doit revendre à Pathé sa propriété transformée en cabaret d'opérette et quitter Montreuil. « Toutes les caisses contenant les films furent vendues à des marchands forains et disparurent. Méliès lui-même, dans un moment de colère, brûla son stock de Montreuil » selon Madeleine Malthête-Méliès. Ses films sont alors en majorité détruits (notamment fondus pour en extraire l’argent) ou vendus (récupérés au poids et transformés en celluloïd pour les talonnettes de chaussures destinées aux Poilus).
Ce sont les copies piratées ou confisquées de ses films, retrouvées plus tard quand enfin les chercheurs se sont intéressés à l'histoire du cinéma, qui ont permis de sauver la plus grande partie de l'œuvre du maître.

### Dernières années

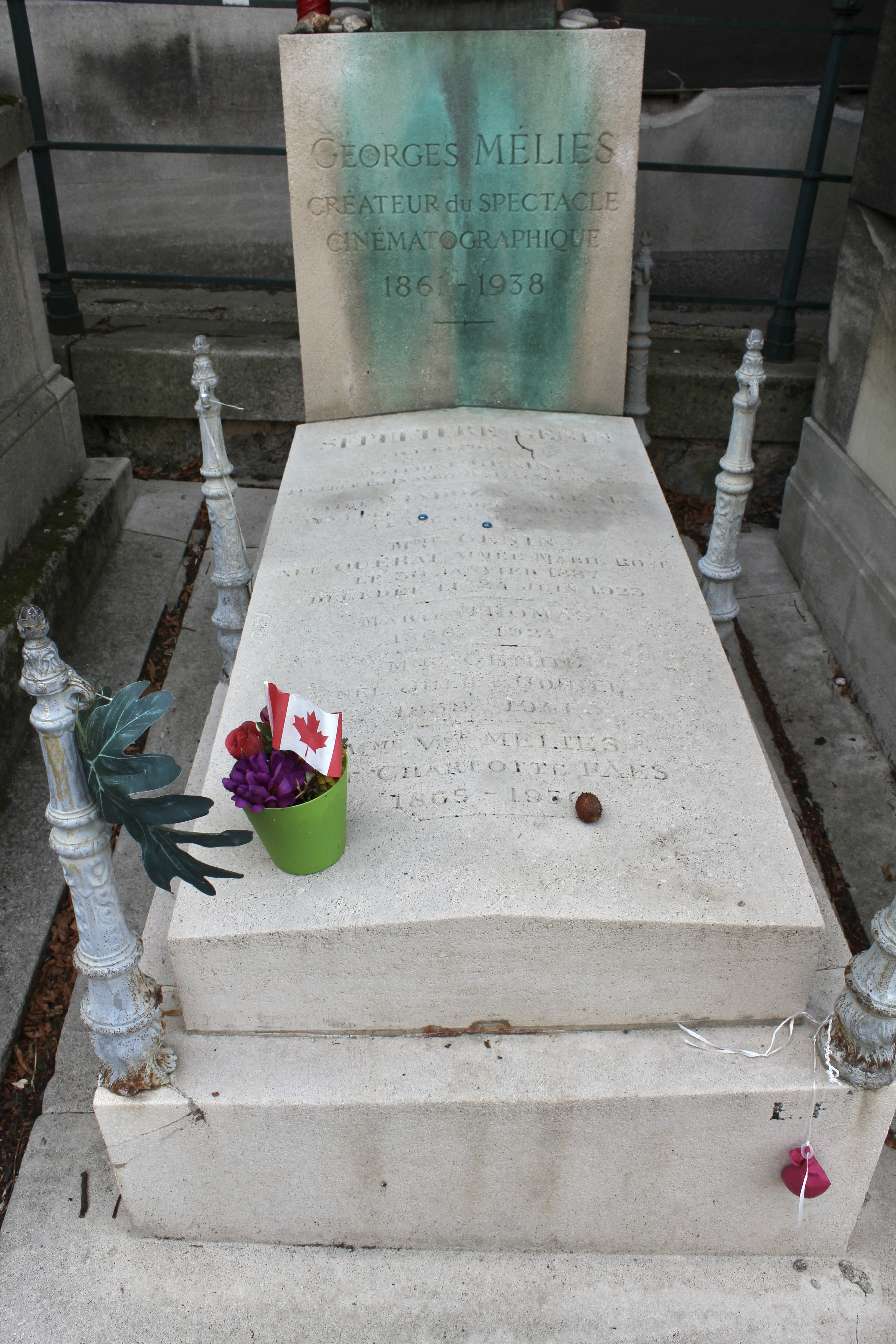
Tombe de Georges Méliès au cimetière du Père-Lachaise.

En 1925, Méliès retrouve une de ses principales actrices, Jehanne d'Alcy (de son vrai nom Charlotte Faës, dite Fanny). Elle vend jouets et sucreries dans une boutique installée dans la gare Montparnasse. Ils se marient et s'occupent ensemble de la boutique. C'est là qu'en 1929 Léon Druhot, rédacteur en chef de Ciné-Journal (revue de cinéma qui cessa de paraître en 1938), le retrouve et le fait sortir de l'oubli. Les surréalistes découvrent alors son œuvre. Dans ses Mémoires, Claude Autant-Lara décrit la vie de Méliès alors qu'il était devenu simple vendeur de bonbons. Bernard Natan envoyait des chèques à Méliès. Cette période de sa vie a inspiré à l'écrivain américain Brian Selznick le livre L'Invention de Hugo Cabret, adapté en film par Martin Scorsese en 2011.
Après la mort de sa fille aînée Georgette, comédienne, décédée en 1930 à la suite d'une maladie contractée en Algérie pendant une tournée théâtrale, Méliès recueille sa petite-fille Madeleine Fontaine âgée d'environ sept ans, avant qu'elle ne soit élevée par sa grand-mère paternelle.
En 1932, Méliès est accueilli au château Guérin à Orly, maison de retraite de la Mutuelle du cinéma (depuis, le château du Parc abrite l'école Georges-Méliès), où sa vie s'achève en compagnie de sa seconde épouse.
Méliès meurt d'un cancer le 21 janvier 1938, à l’hôpital Léopold-Bellan au 19-21 rue Vercingétorix à Paris. Il repose au cimetière du Père-Lachaise (64e division), dans la même ville. Sa tombe est ornée d'un buste à l'effigie du cinéaste. En mars 2019, une campagne de financement participatif est lancée par son arrière arrière-petite-fille, afin de sauver sa tombe.

## L'après-Méliès

### Principales inventions et techniques utilisées

#### Procédés importés
Georges Méliès importe de la photographie et de la fantasmagorie des techniques qui deviennent les premiers effets spéciaux du cinéma :

##### Surimpression
La technique de la surimpression existait en quelque sorte avant la photographie. Cette technique avait fait ses premiers pas dès la fin du XVIIIe siècle dans les apparitions de spectres au cours de séances de projection par lanterne magique, grâce à un voile de tulle tendu devant le public, sur lequel on projetait le personnage dessiné. Ce personnage pouvait aussi être visible sur scène en chair et en os, grâce à un miroir sans tain.
Méliès l’adapte au cinéma : après une première prise de vues, il rembobine la pellicule et impressionne de nouvelles images sur les premières. Méliès privilégie cette technique pour les songes et les cauchemars, et pour les scènes fantastiques. « C’est ainsi qu’en 1901, dans Barbe-Bleue, Méliès fait apparaître en surimpression un songe de la septième épouse qui voit les cadavres des six premières femmes assassinées pendues à des crochets de boucher dans la chambre interdite, puis Barbe-Bleue en personne qui la menace de son épée, et enfin une danse de clés géantes, qui illustre sa terreur puisqu’elle a utilisé la clé défendue ». Cette technique permet aussi de donner à un personnage fantomatique une consistance diaphane à travers laquelle le décor où il évolue est visible, ou pour le faire apparaître ne touchant pas le sol, comme dans La Sirène (film, 1904), où le personnage de la dame aquatique semble flotter dans l’air, comme en lévitation, le présentateur (Georges Méliès) passant sous elle à quatre pattes pour bien montrer qu’aucun artifice mécanique ne la soutient.

##### Fondu et fondus enchaînés

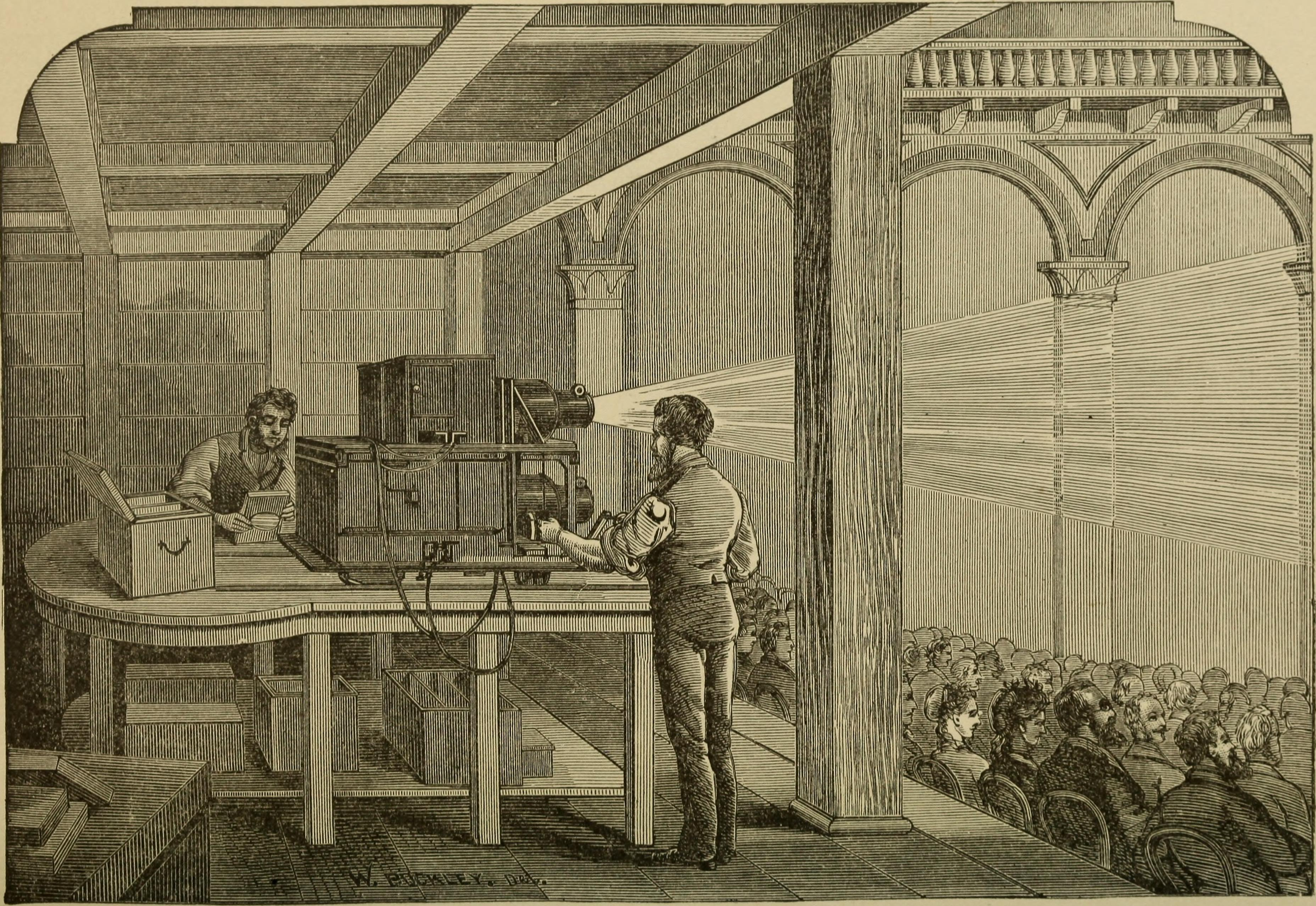
Projection à deux lanternes magiques.

Couramment employé en projection de lanterne magique, le fondu était obtenu en activant un volet qui ouvrait ou obturait progressivement le faisceau de projection afin de ménager les yeux de l’assistance. Les fondus enchaînés nécessitaient au moins deux lanternes. Le volet de chaque lanterne était combiné avec l’autre et quand on activait un volet dans un sens, l’autre volet fonctionnait dans l’autre sens. Les projections de dessins ou de photographies pouvaient ainsi se dérouler harmonieusement dans le cadre de ce que nous appelons aujourd’hui un diaporama.
Méliès l’adapte au cinéma par un ingénieux et pourtant simple procédé : il bouche progressivement l'objectif avec une soie ou un feutre noirs, rembobine sur quelques dizaines de photogrammes, redémarre la caméra dont l'objectif est obturé par la soie, enlève progressivement la soie, débouchant ainsi l'objectif ; les prises de vues se succèdent après un bref mélange des deux. Méliès utilise cet effet avec le suivant (l’arrêt de caméra), mais il s’en sert également pour ne pas passer brutalement d’un plan à un autre dès lors qu’il tourne plusieurs plans (plusieurs « tableaux »). Contrairement à ses amis britanniques de l’École de Brighton, il rechigne à faire se succéder un plan à un autre. Le fondu enchaîné lui semble un bon procédé pour éviter ce qui est en fait le propre du cinéma, mais ce dont il n’aura jamais conscience. Le fondu enchaîné « sert de liant. Il efface le caractère heurté du cut, élimine l’idée de collure. Il feint de supprimer le montage puisque le fondu suggère qu’une image se change, se métamorphose, en une autre à partir d’elle-même. ».

#### Procédé retrouvé
En 1895, deux cinéastes de l'équipe de Thomas Edison, William Heise et Alfred Clark, inventent un trucage pour "décapiter" la reine Marie Stuart dans L'Exécution de Marie, reine des Écossais. Pour effectuer le remplacement du corps du personnage avant son exécution par un mannequin décapité, ils arrêtent la prise de vues au moment où la hache s'abat sur la royale nuque. Les figurants sont priés de ne pas bouger pendant que l'on substitue à la comédienne (en fait, un comédien) un mannequin vêtu à l'identique. La prise de vues peut reprendre, la tête roule dans la poussière et le bourreau la brandit fièrement. Après développement, on coupe les photogrammes surexposés qui révèlent l'arrêt et le redémarrage de la caméra, et on soude les deux parties avec de l'acétone.
La légende veut que Georges Méliès soit le découvreur de ce procédé. Cependant, il faut considérer qu'à l'époque, les films circulaient d'un pays à l'autre et que notamment les films Edison étaient connus à Londres, puisqu'ils étaient exportés pour alimenter le parc européen de kinétoscopes exploités sous licence Edison. Georges Méliès fréquentait Londres et entretenait des liens d'amitié avec Robert W. Paul, le premier réalisateur anglais, qui lui avait déjà fourni le mécanisme de sa première caméra. Méliès a-t-il visionné L'Exécution de Mary, reine des Écossais ? C'est probable, mais il est possible aussi qu'il ait redécouvert ce truquage à l'occasion de la fameuse panne qui a interrompu sa prise de vues place de la Madeleine. Toujours est-il qu'il systématise cet effet en le portant à une complexité inégalée à l'époque, comme dans Le Déshabillage impossible, quand un voyageur tente en vain de se déshabiller pour se mettre au lit, au cours duquel 24 arrêts de caméra sont exécutés. « À la projection, le malheureux homme virevolte dans tous les sens, assailli par de nouveaux vêtements qui toujours surgissent comme par miracle, son lit lui aussi s'envole, on comprend que la nuit ne lui sera pas douce… pour le plus grand plaisir des spectateurs ! En 1904, Walter R. Booth en fera une version anglaise produite par Robert William Paul, Le Déshabillage mystérieux, avec seulement quatorze arrêts de caméra, moins époustouflante que le film de Méliès ».

#### Décors en trompe-l'œil
Il ne s'agit pas d'attribuer la paternité du trompe-l'œil à Georges Méliès, mais de rappeler qu'il possédait depuis l'enfance ce qu'on appelle un solide coup de crayon. Au cinéma, il met ainsi son talent de dessinateur au service des décors de ses films, qu'il peint lui-même, et notamment en exécutant d'habiles trompe-l’œil, donnant l'illusion de la réalité sur 3 dimensions à des surfaces peintes à plat.

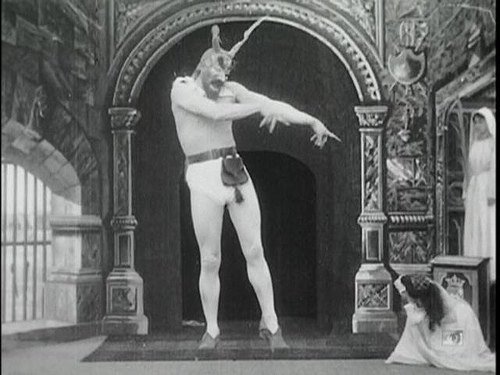
Surimpression permettant la modification de taille des personnages.
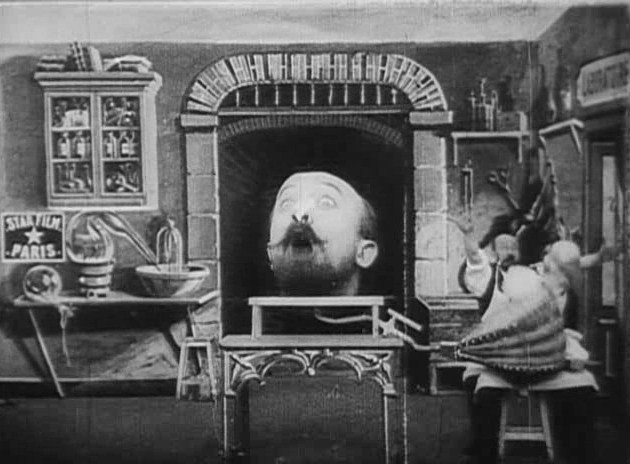
L'Homme à la tête en caoutchouc Même effet par surimpression et un rapprochement du personnage vers la caméra.
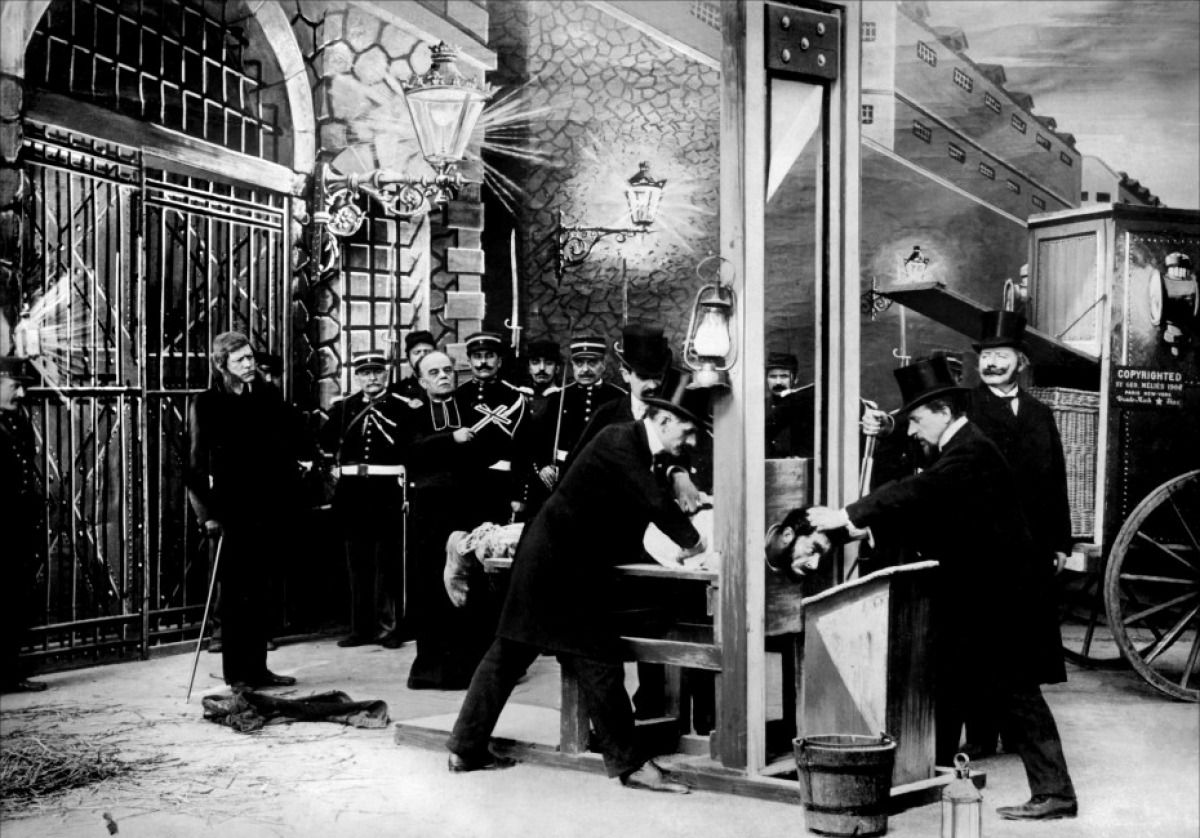
Méliès a recours à la technique de l'arrêt de caméra afin de donner l'illusion de la décapitation de l'incendiaire.

### Reconnaissance posthume
À la charnière du théâtre et du cinéma, l'importance capitale de Georges Méliès dans le cinéma en tant que divertissement populaire, est reconnue aujourd'hui dans le monde entier.
- D. W. Griffith dit de Méliès : « Je lui dois tout. » et Charles Chaplin rajoutera « C'était l'alchimiste de la lumière. »
- Georges Méliès est décoré par Louis Lumière de la Légion d'honneur en 1931.
- Depuis 1946, le prix Méliès couronne chaque année le meilleur film français ou de coproduction française.
- Le 13 mars 1961, la Poste française émet un timbre d'une valeur de 50 centimes à l'effigie de Georges Méliès. Il fut retiré de la vente le 14 octobre 1961 après avoir été tiré à 5 270 000 exemplaires[49].
- Le documentaire américain Georges Méliès, cinema magician, de Luciano Martinengo et Patrick Montgomery, 21 minutes, rend hommage au cinéaste en 1978.
- Les recherches de Serge Bromberg aboutissent en 2010 à l'édition d'un coffret de DVD avec 200 films restaurés de Georges Méliès.
- Le documentaire Le voyage extraordinaire de Serge Bromberg et Éric Lange rétablit en 2011 une copie en couleur du Voyage dans la Lune.
- Le film Hugo Cabret de Martin Scorsese, adapté du livre de Brian Selznick, L'Invention de Hugo Cabret, est une adaptation libre de la biographie de Georges Méliès (incarné par Ben Kingsley).
- 1995 : Queen se sert des scènes du Voyage dans la Lune pour le vidéo-clip de Heaven for Everyone.
- Le clip des Smashing Pumpkins : Tonight, Tonight lui rend hommage, on y voit notamment un navire appelé le SS Méliès.
- Georges Méliès apparaît comme protagoniste dans le roman La Mécanique du cœur (ainsi que dans le film qui en est adapté, sorti en 2013) de Mathias Malzieu en incarnant une figure de mentor par rapport au personnage principal, Jack.

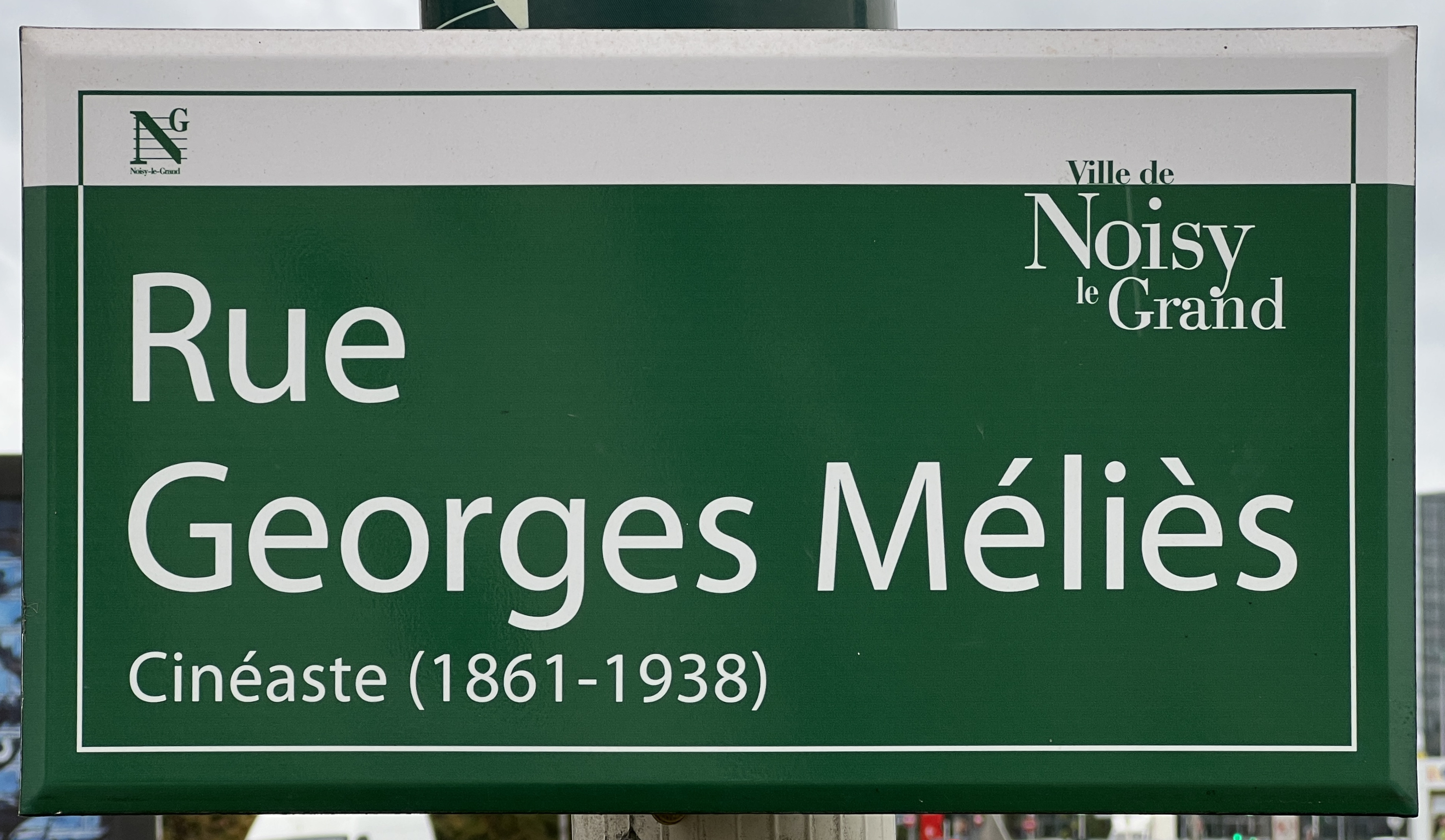
Plaque de la rue Georges Méliès à Noisy-le-Grand.

- Une rue porte son nom à Noisy-le-Grand, ainsi qu'à Annecy, dans l'Écoquartier des Passerelles (Cran-Gevrier).
- La promotion 2005 des conservateurs du patrimoine de l'Institut national du patrimoine porte son nom.
- En 2011, la ville de Genève, à l'occasion de la 20e édition de la Fête de la Musique, présente un hommage de la musique contemporaine au cinéaste Georges Méliès, avec un ciné-concert du compositeur Carlos Grätzer[50].
- Film de Georges Franju : Le Grand Méliès (1952 - 30 min) retraçant la vie de Méliès. Le rôle de Méliès est tenu par son fils André, Madame Georges Méliès Jehanne d'Alcy tient le sien, le commentaire étant dit par Marie-Georges Méliès.
- La réalisatrice australienne Jennifer Kent cite Georges Méliès parmi les influences qui lui ont permis d'élaborer l'esthétique de son film Mister Babadook.
- Dans le 12e arrondissement de Paris, le square Georges-Méliès lui rend hommage.
- Un portrait de Méliès était à bord de la mission Artemis I de la NASA, qui a parcouru une orbite autour de la Lune[51].
- Un collège dans le 19e arrondissement de Paris porte son nom.
- En 2025, dans une interview accordée à Brut, Christian Clavier compare les effets spéciaux de Méliès aux usages actuels de l’intelligence artificielle. Cette idée est reprise par Duanju.fr, qui souligne l’héritage de Méliès dans la création numérique actuelle[52].

### Reconstitution de l'œuvre de Méliès
Henri Langlois, créateur de la Cinémathèque française, a contribué à la postérité du cinéaste en sauvant, peu avant sa mort, une partie de ses films (aussi bien issus de sauvegardes effectuées directement à partir des négatifs d’origine que, pour l'essentiel de son œuvre, de copies illégales), dont il a supervisé la restauration. La petite-fille de Georges Méliès, Madeleine Malthête-Méliès, devient à 20 ans la secrétaire d'Henri Langlois dans la toute nouvelle Cinémathèque française. Celui-ci « l'incite à rechercher ses films dont il ne restait rien : seulement huit sur plus de 500 ». Madame Malthête-Méliès voyage alors sur tous les continents pour leur recherche et leur identification. Elle rédige une biographie de son grand-père : Georges Méliès, l'enchanteur, parue en 1973 et enrichie en 2011. Sa famille fonde en 1961 l'association Cinémathèque Méliès - Les Amis de Georges Méliès, participe à L'année Méliès en 2011 et contribue à la réalisation d'un livre collector contenant 3 DVD de films de sa collection.
La diffusion des films du Maître est entreprise par d’autres admirateurs. Ainsi, un coffret de DVD contenant la quasi-totalité des films retrouvés est distribué par Lobster Films et édité sous le titre Georges Méliès, le premier magicien du cinéma.
Le Voyage dans la Lune (1902) est proposé en noir et blanc, mais aussi dans sa version originale en couleur (peinte à la main, image par image). Cette version coloriée fit le tour du monde, puis fut longtemps considérée comme perdue. Une copie est miraculeusement retrouvée en 1993 à Barcelone, en très mauvais état, les spires de pellicule étant « jointives », c’est-à-dire collées. À partir de 1999, Lobster Films commence des travaux extrêmement délicats pour décoller et numériser les images. La restauration du film est soutenue par la Fondation Groupama Gan pour le cinéma et la Fondation Technicolor pour le patrimoine du cinéma en collaboration avec Lobster Films. Les images manquantes (perdues ou trop dégradées), sont reprises de la meilleure version noir et blanc du film, prêtée par Madeleine Malthète-Méliès et recoloriées. La restauration engagée permet au public de redécouvrir cette œuvre importante du cinéma mondial. Un siècle après la réalisation du film, les outils numériques actuels sont utilisés pour réassembler les fragments de 13 375 images du film et les restaurer une par une, ces nouveaux outils soulevant de nouvelles questions quant à la restauration des films.
Et c’est ainsi que le 30 mai 2002, des films de Méliès, dont le Voyage dans la Lune, ont été présentés lors de la soirée de lancement de la « Liste des œuvres représentatives du cinéma mondial » par l’UNESCO. Contrairement à une confusion parfois rencontrée, le Voyage dans la Lune n'est pas classé au patrimoine mondial de l'UNESCO.
Pour ce film, en 2011, le groupe musical français Air (Jean-Benoît Dunckel et Nicolas Godin) compose une bande originale.
En octobre 2016, les Archives françaises du film annoncent avoir retrouvé Match de prestidigitation, un film de deux minutes réalisé par Méliès, réputé perdu depuis des années.
La même année, 80 négatifs originaux sont retrouvés par la société Lobster Films au sein de la Bibliothèque du Congrès aux États-Unis, notamment le négatif original du Juif errant. La restauration de ces négatifs est immédiatement engagée.

## Filmographie
On estime qu'en dix-sept ans d'activité Georges Méliès a réalisé près de 600 films de 1 à 40 minutes, en privilégiant trois genres : la féerie et le fantastique, la science-fiction et la reconstitution historique. Selon la législation en vigueur concernant les droits d'auteur, l'ensemble des réalisations de Georges Méliès est passé dans le domaine public au 1er janvier 2009, l'année suivant le soixante-dixième anniversaire de sa mort. Cependant, le droit moral appartenant à la famille de Georges Méliès, ainsi que le droit de reproduction appartenant aux propriétaires des copies originales des films de Méliès s'applique toujours dans une certaine mesure.
Parmi les plus connus, on peut citer :
| - 1896 : Escamotage d'une dame au théâtre Robert-Houdin - 1896 : Le Manoir du diable - 1896 : Bébé et Fillettes - 1897 : Faust et Marguerite - 1897 : L'Hallucination de l'alchimiste - 1897 : L'Auberge ensorcelée - 1898 : Un homme de têtes - 1898 : La Tentation de saint Antoine - 1898 : La Damnation de Faust - 1898 : La Guerre de Cuba et l'Explosion du Maine à La Havane - 1899 : L'impressionniste fin de siècle - 1899 : Cendrillon - 1899 : L'Affaire Dreyfus - 1899 : Cléopâtre - 1900 : Nouvelles luttes extravagantes - 1900 : Le Sorcier, le Prince et le Bon Génie - 1900 : L'homme-orchestre - 1900 : Le Malade hydrophobe - 1900 : L'Illusionniste double et la Tête vivante - 1900 : Le Déshabillage impossible - 1901 : L'Homme à la tête en caoutchouc - 1901 : Barbe-Bleue - 1902 : Le Voyage de Gulliver à Lilliput et chez les géants - 1902 : Le Voyage dans la Lune - 1903 : Illusions funambulesques - 1903 : Le Puits fantastique - 1903 : Le Revenant - 1903 : Le Mélomane - 1903 : Le Chaudron infernal - 1903 : Le Cake-walk infernal - 1903 : La Flamme merveilleuse - 1903 : Le Royaume des fées - 1903 : Le Monstre | - 1903 : L'Auberge du bon repos - 1903 : La Lanterne magique - 1903 : Le Rêve du maître de ballet - 1903 : Faust aux enfers - 1904 : Les Cartes vivantes - 1904 : Le Bourreau turc - 1904 : Le Juif errant - 1904 : Le Roi du maquillage - 1904 : Le Voyage à travers l'impossible - 1905 : Le Tripot clandestin - 1905 : Les Affiches en goguette - 1905 : Le Palais des mille et une nuits - 1905 : Le Raid Paris-Monte Carlo en deux heures - 1905 : Les Chevaliers du chloroforme - 1906 : Les Quatre Cents Farces du diable - 1906 : Alchimiste Parafaragaramus ou la Cornue infernale - 1907 : L'Éclipse du soleil en pleine lune (image) - 1907 : La Prophétesse de Thèbes - 1907 : Deux cents milles sous les mers - 1908 : Le Rêve d'un fumeur d'opium - 1908 : Épreuves ou les Malheurs d'un savetier - 1908 : Tartarin de Tarascon - 1908 : Amour et Mélasse - 1909 : Le Locataire diabolique - 1909 : Le Mousquetaire de la reine - 1909 : Si j'étais le roi - 1911 : Les Hallucinations du baron de Münchhausen - 1912 : À la conquête du pôle - 1912 : Le Chevalier des neiges - 1912 : Cendrillon ou la Pantoufle mystérieuse - 1913 : Le Voyage de la famille Bourrichon |

## Méliès dans la culture

### Littérature et bande dessinée
Georges Méliès apparaît dans les ouvrages suivants :
- 2007 : La Mécanique du cœur, roman de Mathias Malzieu, éd. Flammarion
- 2010 : Le Diable amoureux et autres films jamais tournés par Méliès, bande dessinée de Frantz Duchazeau et Fabien Vehlmann, édition Dargaud
- 2020 : Histoires incroyables du cinéma – Tome 1, bande dessinée d'Elsa Gambin et Alexis Thébaudeau, éditions Petit à petit
- 2021 : Alice Guy, bande dessinée de Catel Muller et José-Louis Bocquet, éd. Casterman.
- 2024 : Le film de Georges Méliès Le Voyage dans la Lune et sa partition musicale sont au cœur de l'intrigue de la  bande dessinée de Bruno Bertin : Les Maîtres de la magie et de l'illusion I : Méliès (Éditions P'tit Louis).

### Cinéma
- 1952 : Le Grand Méliès de Georges Franju ; Georges Méliès est interprété par son fils, André.
- 2011 : Hugo Cabret (Hugo) de Martin Scorsese ; Georges Méliès est interprété par Ben Kingsley.
- 2014 : Jack et la Mécanique du cœur, film d'animation musical de Stéphane Berla et Mathias Malzieu d'après son roman ; Georges Méliès est interprété par Jean Rochefort.

### Documentaires
- 1997 : La Magie Méliès de Jacques Mény.
- 2021 : Le Mystère Méliès de Serge Bromberg.

### Jeu de société
- 2023 : 1902 Méliès de Eloi Pujadas et Ferran Renalias

### Évocation artistique
- Alban Guillemois, L'île aux mille mystères, Paris, Hervé Desinge / Hugo & Cie, coll. « Factory », 2010, 89 p. (ISBN 978-2-7556-0475-7).
- Frantz Duchazeau et Fabien Vehlmann, Le Diable amoureux et autres films jamais tournés par Méliès, Paris, Dargaud, 2010, 84 p. (ISBN 978-2-205-06331-8).
- Brian Selznick (trad. de l'anglais par Danièle Laruelle), L’invention de Hugo Cabret, Montrouge, Bayard jeunesse, 2012, 533 p. (ISBN 978-2-7470-4391-5).
- Alexis Michalik, Le Cercle des illusionnistes, Paris, 2014  (ISBN 978-2-36944-011-6).